# Disa Törngren
Disa Eleonora Törngren, född Lind den 14 oktober 1905 i Jakobs församling i Stockholm, död den 23 november 1995 i Katarina församling i Stockholm, var en svensk redaktör och översättare.

## Familj
Törngren var dotter till vice häradshövding Karl Magnus Lind och syster till John Lind samt gift 1933–1943 med Pehr Henrik Törngren och mor till Erland Törngren (1938–2021).

## Biografi
År 1926 avlade hon studentexamen i Stockholm. Tre år senare, år 1929, tog Törngren examen vid Statens biblioteksskola och samma år blev hon extra amanuens vid Stockholms stadsbibliotek. Törngren var från 1955 chefredaktör vid litterära avdelningen på Almqvist & Wiksell/Gebers Förlag AB.
Under sin tid som förlagsanställd gjorde hon enstaka översättningar, huvudsakligen av musikböcker. Först som pensionär kom hon att ägna sig åt översättande i större omfattning.
Det var Törngren som i slutet av 1950-talet i egenskap av chefredaktör fick höra talas om den då okände J.R.R. Tolkien och tog kontakt med den brittiske förläggaren sir Stanley Unwin angående en svensk upplaga av Sagan om ringen.
Disa Törngren är gravsatt i minneslunden på Skogskyrkogården i Stockholm.

## Översättningar (urval)
- Rollo H. Myers: Musiken och vi (Geber, 1946)
- Alfred de Musset: Bekännelser av ett seklets barn (La confession d'un enfant du siècle) (Geber, 1949)
- Igor Stravinskij: Musikalisk poetik (Poétique musicale) (övers. från franskan och engelskan, Geber, 1950)
- Daphne du Maurier: Inkräktarna (Rule Britannia) (Geber, 1973)
- Ngaio Marsh: Sista hindret (Last ditch) (AWE/Geber, 1977)
- Humphrey Carpenter: J.R.R. Tolkien: en biografi (J.R.R. Tolkien: a biography) (dikterna översatta av Åke Ohlmarks, AWE/Geber, 1978)
- Bruno Bettelheim: Sagans förtrollade värld: folksagornas innebörd och betydelse (The uses of enchantment) (AWE/Geber, 1979)
- Elizabeth Ferrars: Uppsåt att döda: noveller (Designs on life) (Sjöstrand, 1981)
- Mervyn Peake: Den förbluffande Mr Pye (Mr Pye) (AWE/Geber, 1983)
- Robert Goddard: Säg aldrig farväl (Take no farewell) (Norstedt, 1993)